# Hafið
Hafið (IJslands voor Hebben) ook bekend als The Sea, is een IJslandse dramafilm uit 2002, over een rijke vissersfamilie. De film werd geregisseerd door Baltasar Kormákur.

## Spelers
- Gunnar Eyjólfsson - Thordur
- Hilmir Snær Guðnason - Ágúst
- Hélène de Fougerolles - Françoise
- Kristbjörg Kjeld - Kristín
- Sven Nordin - Morten
- Guðrún Gísladóttir - Ragnheidur